# Solothurnerisches Wochenblatt
Das Solothurnerische Wochenblatt war eine der ersten Zeitungen des Schweizer Kantons Solothurn. Es wurde 1788 vom Buchdrucker Franz Josef Gassmann, der 1780 die «Hochobrigkeitliche Buchdruckerei» in Solothurn übernommen hatte, gegründet und erschien jeweils samstags, erstmals am 5. Januar 1788. Mit dem Jahrgang 1793 änderte der Titel zu Solothurnisches Wochenblatt.
Inhaltlich war die Wochenzeitung unpolitisch und moralisierend; sie enthielt neben Inseraten und Anzeigen von Ganten und anderen Versteigerungen, Marktpreisen und ähnlichem zur Hauptsache moralisch-philosophische Abhandlungen. Besonders oft wurde der Patriotismus als Tugend thematisiert. Durch staatliche Zensur war es der Redaktion nicht möglich, eine «allzufreie und eigene Meinung zu verraten», auch über den Verlauf der Französischen Revolution sind nur sehr wenige und zurückhaltende Bemerkungen zu finden. Wirtschaftlich war das Solothurnerische Wochenblatt erfolglos; Gassmann beklagte sich immer wieder über einen Mangel an Abonnenten. Die letzte Nummer erschien am 27. Dezember 1794.
Solothurn blieb anschliessend zweieinhalb Jahre ohne eigene Zeitung, bis Gassmann im Juni 1797 mit dem Helvetischen Hudibras einen Nachfolger herausgab.
Dieses Solothurnerische bzw. Solothurnische Wochenblatt ist nicht zu verwechseln mit dem Solothurnischen Wochenblatt, das ab 1803 bei Ludwig Vogelsang, der die «Hochobrigkeitliche Buchdruckerei» übernommen hatte, erschien.